# 長野電鉄2000系電車
長野電鉄2000系電車（ながのでんてつ2000けいでんしゃ）は、1957年（昭和32年）に長野電鉄が導入した特急形車両。

## 概要
1957年（昭和32年）から1964年（昭和39年）までに3両編成4本（12両）が日本車輌製造で製造された。最新機構と上質な設備を兼ね備えた当時の優秀車であり、1950年代後半の地方私鉄の電車としては希有な存在であった。
半世紀にわたって長野電鉄の看板電車としての地位を堅持し、長野市と湯田中温泉・志賀高原を結ぶ特急列車として運用され続けてきた。しかし、老朽化並びに後継車両の導入により2006年（平成18年）のダイヤ改正ですべてのA特急運用から、2011年（平成23年）のダイヤ改正でB特急運用からも撤退。2012年（平成24年）3月のD編成の離脱をもって、全ての運用から退いた。

### 編成表
|            | ← 湯田中長野 → | ← 湯田中長野 → | ← 湯田中長野 → | 納入年月日     | 廃車日          | 備考 |
| 形式       | モハ2000 (Mc)  | サハ2050 (T)   | モハ2000 (Mc') | 納入年月日     | 廃車日          | 備考 |
| 機器       | CONT ◇         | SIV            | ◇ CP           | 納入年月日     | 廃車日          | 備考 |
| A(第1)編成 | モハ2001       | サハ2051       | モハ2002       | 1957年2月14日  | 2011年3月       |      |
| B(第2)編成 | モハ2003       | サハ2052       | モハ2004       | 1957年2月14日  | 2005年8月       |      |
| C(第3)編成 | モハ2005       | サハ2053       | モハ2006       | 1959年11月19日 | 2006年12月      |      |
| D(第4)編成 | モハ2007       | サハ2054       | モハ2008       | 1964年8月1日   | 2012年3月(休車) |      |

- ◇：菱形パンタグラフ
- CONT：主制御器
- CP：空気圧縮機
- SIV：補助電源装置（静止型インバータ）

両先頭車が電動車、中間車が付随車のMTM編成で、性能は起動加速度2.6km/h/s、減速度3.5km/h/sとなっている。サハを抜いた2両運転やそれを2両組み込んだ4両運転も可能であるが、そのような実例があっても、冷房装置搭載に際してサハに供給電源となる静止型インバータを搭載したことから「サハ抜き」での運行は事実上不可能となった。

## 構造

### 車体
全長18,600mmの2ドア車体で、プレス鋼材を主骨格構築に用いたセミモノコックの軽量構造である。
湘南顔と呼ばれる2枚窓の前面形状、客用扉配置、2個1組・2段の側窓はいずれも名古屋鉄道の5000系 (初代)の影響を強く受けており、また車体断面形状は同じく名鉄5200系と同様で、徹底して曲面基調のデザインである。張り上げ屋根構造を採用したために屋根の肩部が非常に広く、また名鉄5000系と同様にファンデリア装備に伴う薄い二重屋根（モニター）を装備しているために屋根が深すぎるきらいはあるものの、全体には軽快で好ましいスタイルに仕上げられている。
前面は当時の鉄道界で流行だった湘南型亜流の2枚窓であり、前頭部全体が緩やかな曲面を形成しているため、前面窓ガラスについても高価な曲面ガラスを用いて違和感なく仕上げている。当時の地方私鉄電車としてはいち早く角形の尾灯を採用したが、これも名鉄5000系に倣ったものである。
側面には2段窓を2個1組として配置している（後述の冷房化改造時にユニット式に取替）。片開き扉の戸袋は車端寄りに設置され、2連窓が車室両端に1組、扉間に4組配置となっている。運転台のない中間サハはその分扉間のスペースが長く、2連窓5組を配置している。A・B編成では全上昇可能であったが、C編成以降は上段固定となった。
D編成だけはモニターを廃止してファンデリア個々の屋上に小さなカバーを設け、また前面床下にはスノープラウとスカートを設けたことで印象が変わった。
また、当初の長野電鉄はタブレット閉塞であり、通過駅でのタブレット授受時には運転台直後の客室窓にタブレット環が激突して、悪くすれば窓を破損する恐れがあった。そこで、運転台直後の窓には、1・2次車では横に2本の棒を渡して簡易な保護棒としていたが、第3編成からは格子状のやや大型の保護枠を装備してより強化している。

車体塗装は当初、赤みの強いマルーンをベースに白の細線を窓下に通していたが、D編成ではマルーンベースで窓周りはクリームという独自のツートン塗装で落成していた。後に全車がリンゴを思わせる赤地に窓回りクリームのツートン塗装となり、さらに1989年から翌年にかけて施工された冷房化工事に伴って、1990年にD編成よりクリーム色ベースに長野電鉄の頭文字「N」をデザイン化した赤いストライプを入れた新塗装に移行した。

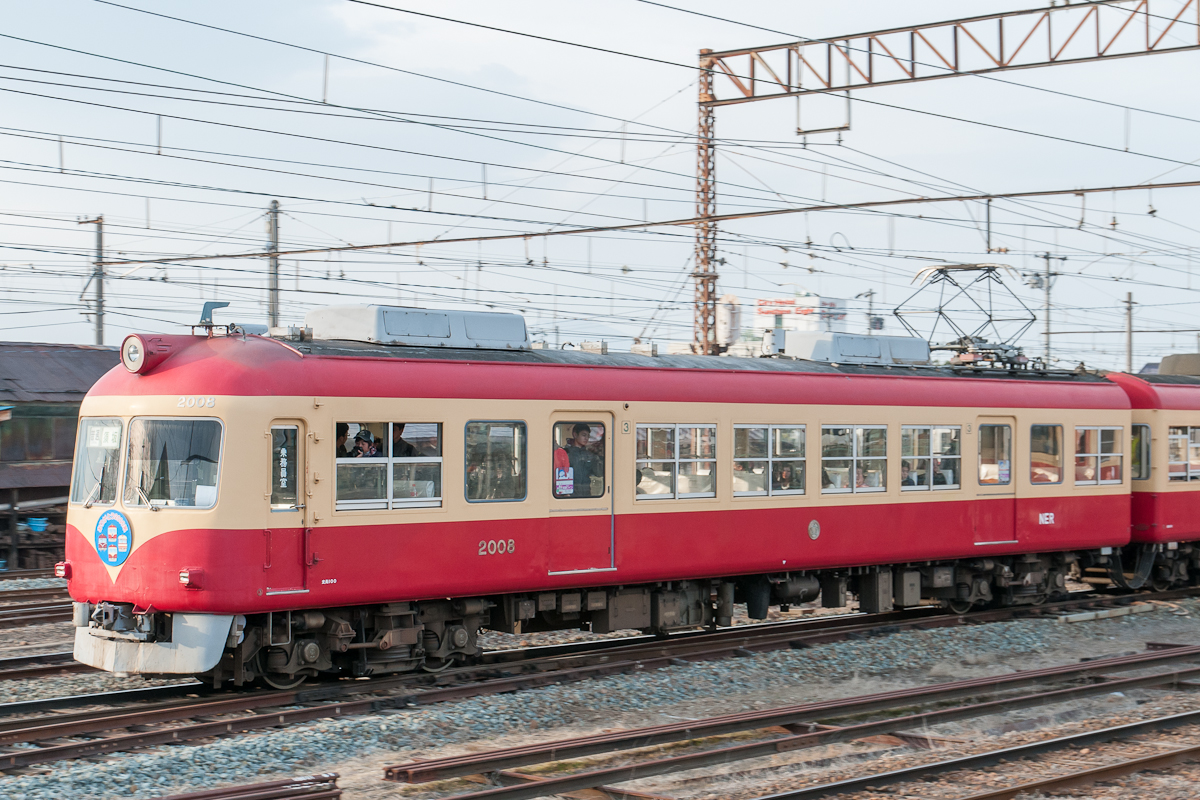
モハ2000形
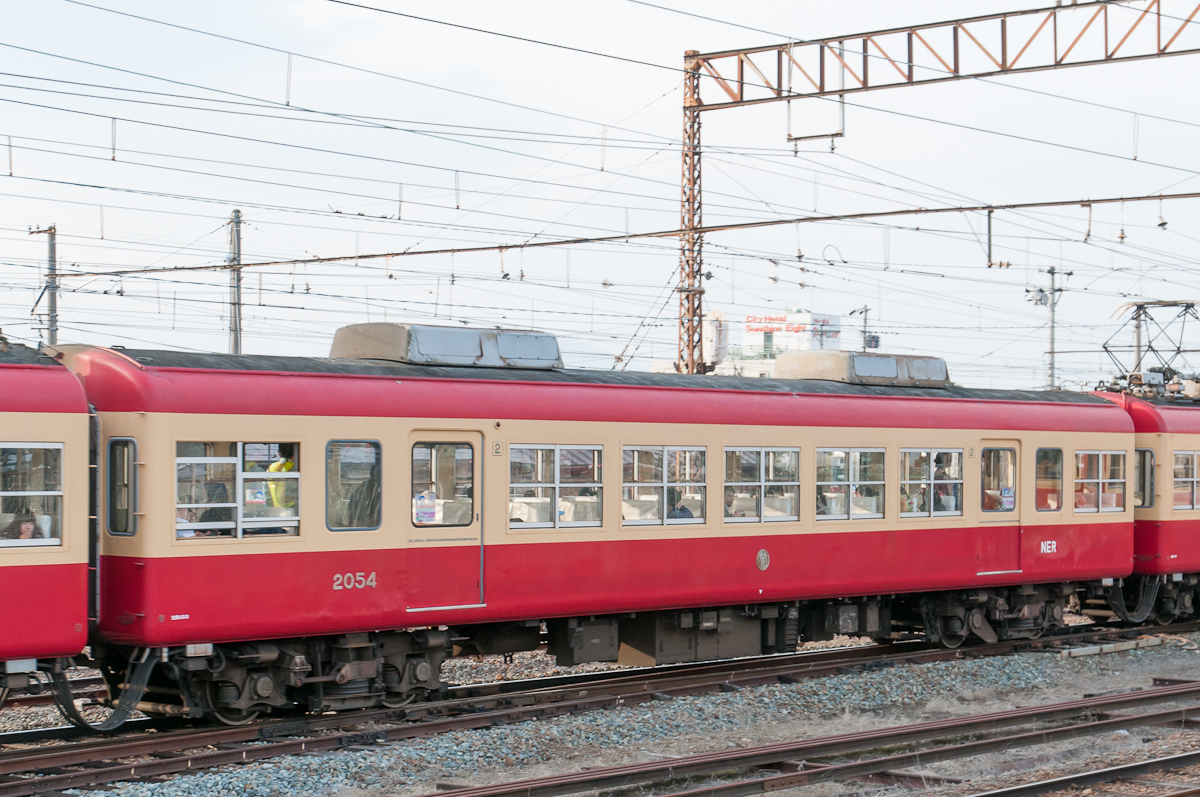
サハ2050形
運転台

### 車内
戸袋部分にロングシートを装備したほかは、2連窓に2脚ずつの回転クロスシートを装備する。この種の車両ではより簡易な構造の転換クロスシートを用いる例が多く、回転クロスシートの採用には乗り心地への配慮が窺える。モケット（表地）は当初青色であった。また第3編成には当時としては珍しかったシートラジオや車内へ音楽を流すためのテープレコーダーも積載していたが、ラジオの受信状況が良くなかったため、すぐに撤去されている。
客室天井は非常に高い。2列配置の蛍光灯は連続カバーを装着し、扇風機の代わりに6基装備されたファンデリアともどもスマートに仕上げられた。貫通路が両開き扉を用いた広幅式であることやつり革がないこともすっきりとした車内見付けに寄与している。
内装は、当時最新の素材であるアルミデコラを用い、薄緑色に仕上げている。

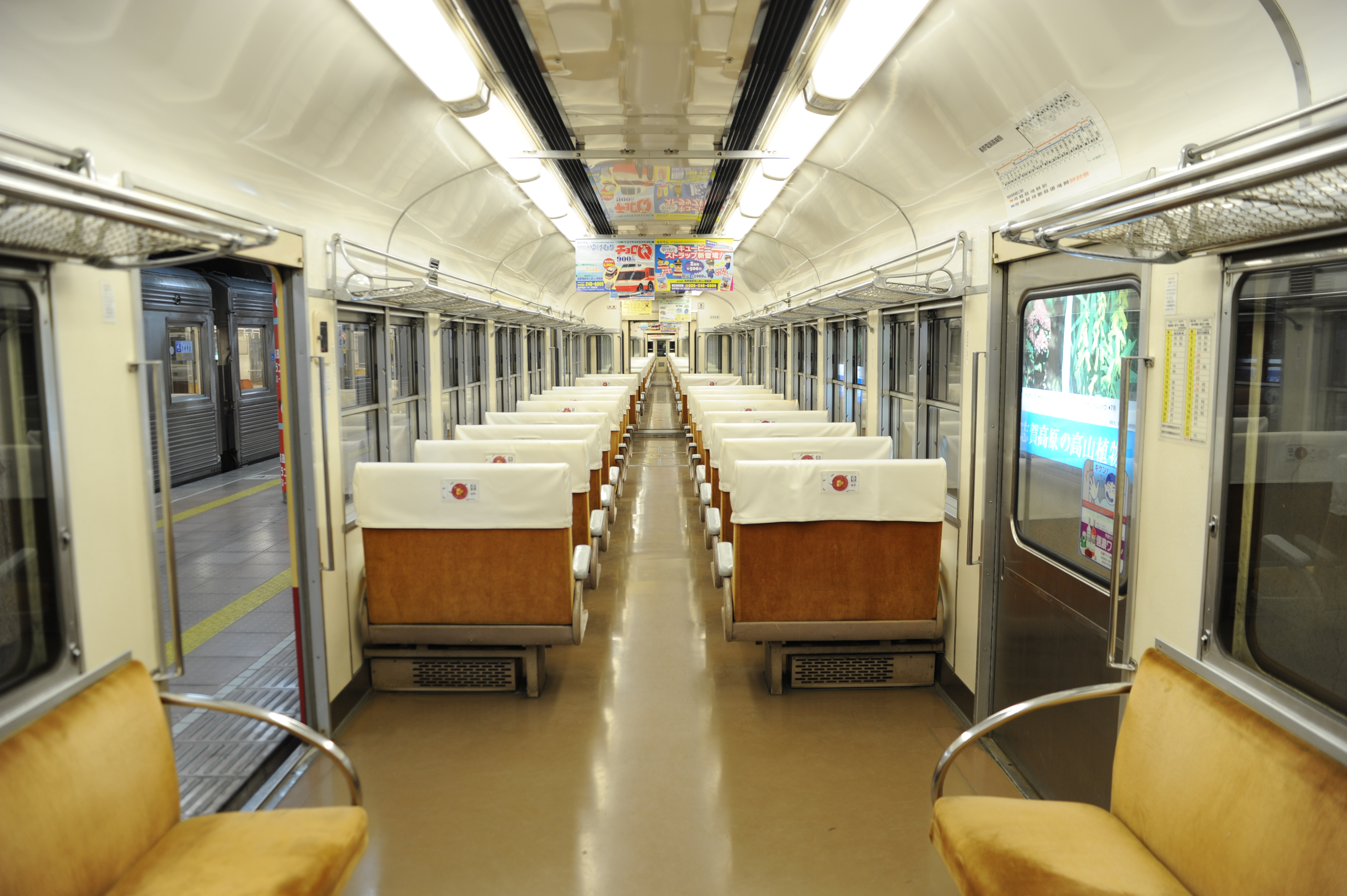
モハ2008の車内

### 主要機器

#### 台車
台車は日本車輌NA4P形（付随車はNA4形）を採用している。揺れ枕吊りを用いたオールコイルばね台車で、軸ばねについては釣り合い軸ばね式（ゲルリッツ式類似）を用いている。鋼板プレス部材を溶接して組み立てる近代的な台車であり、すでに富山地方鉄道などでの運用実績があった。
2000系のNA4Pについては、1970年代から1980年代にかけて軸ばね部分を一般的なウイングばね式ペデスタル構造に改造する措置が行われている。
なお、D編成のみはベローズ式空気ばね装備のウイングばね台車NA315形を採用している。

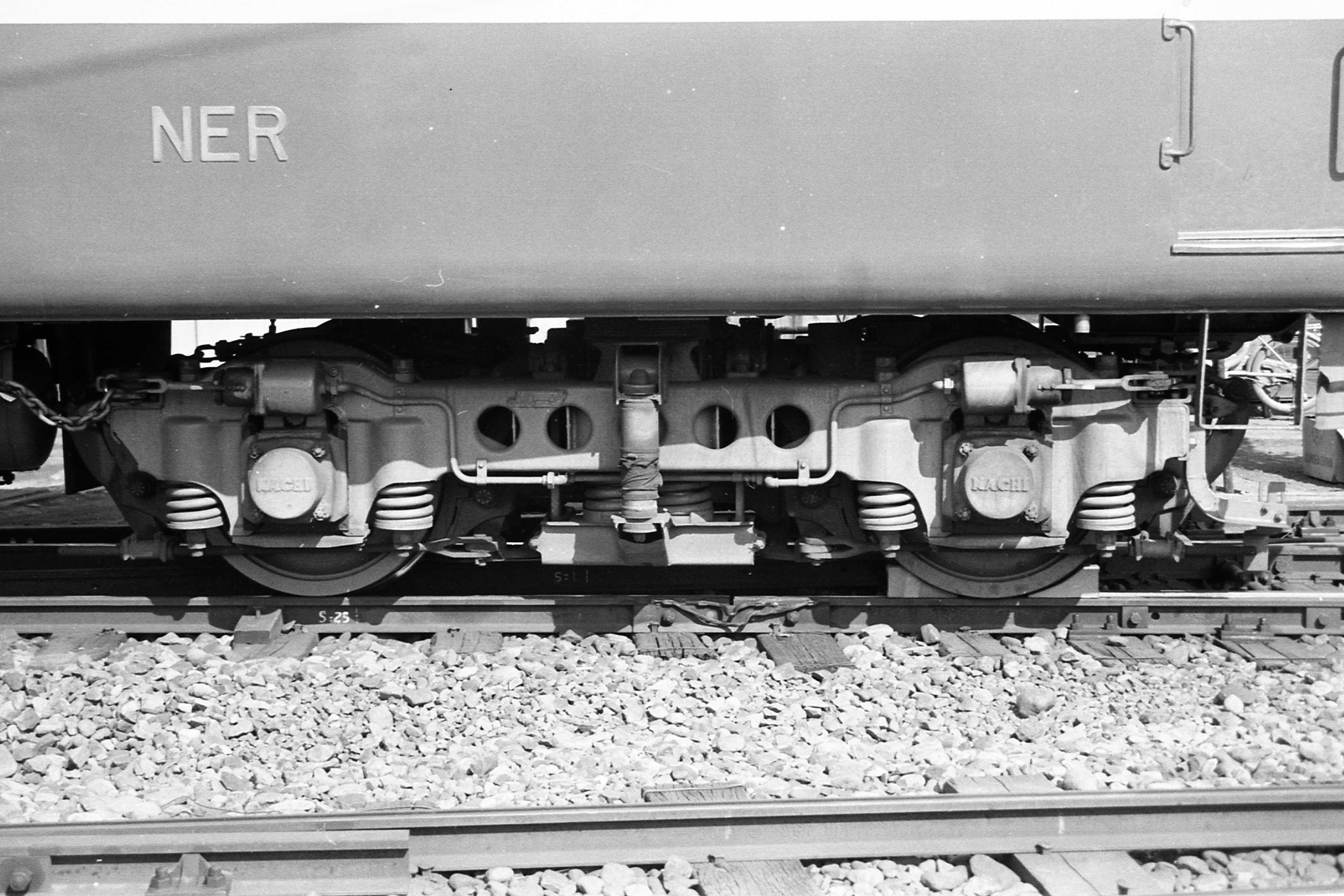
NA4P形台車
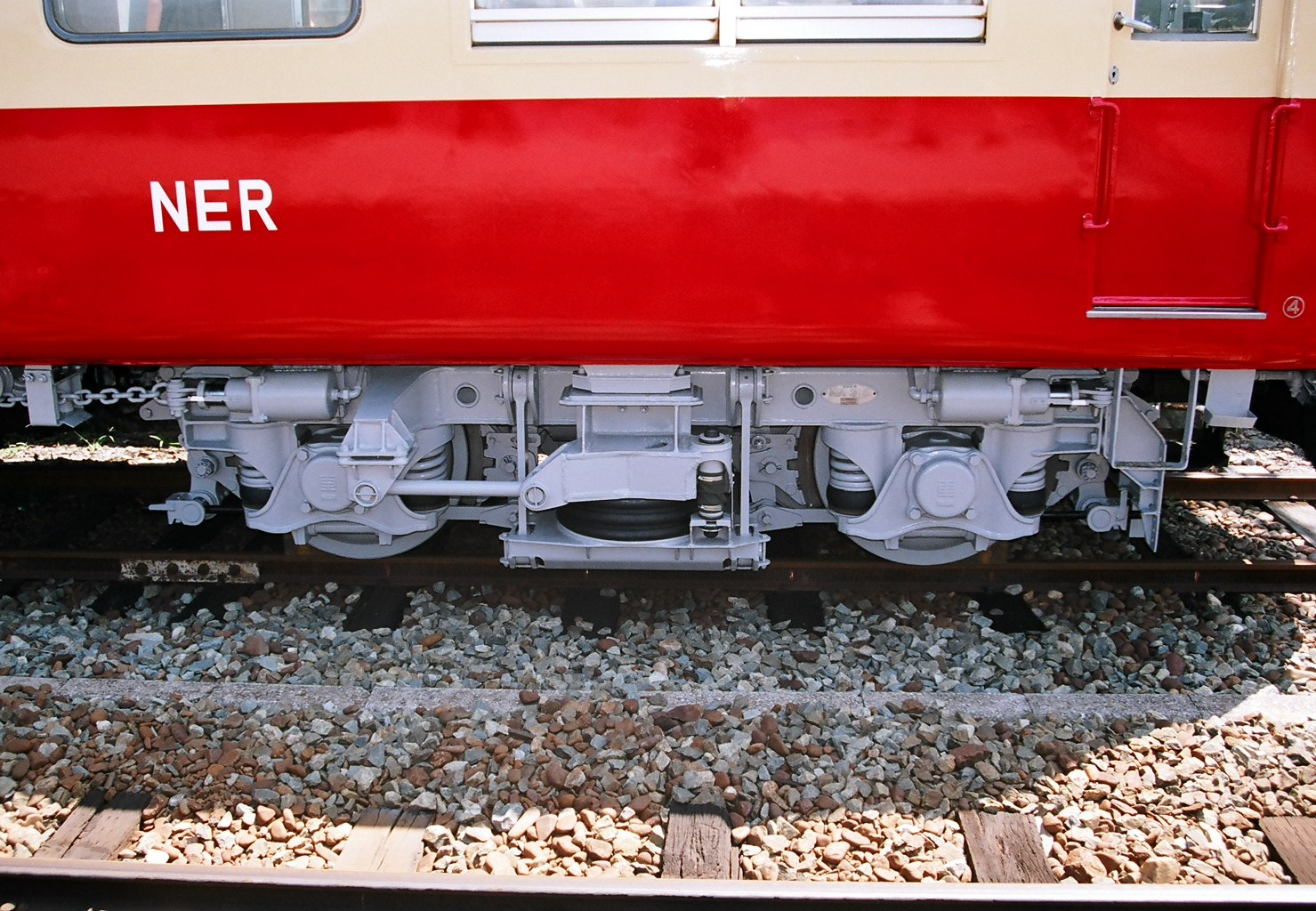
NA315形台車

#### モーター
三菱電機製のWN駆動によるモーター「MB3032-A形」（端子電圧340V、定格電流250A、定格出力75kW、定格回転数1,600rpm、許容最大回転数4,000rpm）を採用している。狭軌用WNモーターとしては日本初の75kW形電動機である（詳しくは後述）。

#### 制御装置
三菱電機製の「ABF-108-15形」自動加速式単位スイッチ制御器を奇数電動車に搭載する。当時の私鉄で広まりつつあった「1C8M方式」（制御器1基で2両分8個の主電動機を制御）をいち早く採用し、機器類搭載量の削減を図っている。
また、この制御器は勾配抑速ブレーキ機能を備え、発電ブレーキで一定速度に抑速しての降坂を可能としている。運用線区のうち、ことに山の内線は夜間瀬川沿いに急峻な1000分の40勾配が連続する過酷な山岳路線であり、抑速ブレーキは安全性確保の面から必要性の高い機能であった。

#### ブレーキ
作動性の高い「HSC-D」電空併用電磁直通ブレーキを採用している。1957年当時は大手私鉄でもようやく導入が始まったばかりの最新式ブレーキシステムであり、地方私鉄としてはほとんど最初の採用であった。

## 開発の経緯

### 志賀高原と長野電鉄
志賀高原の観光地としての開発に長野電鉄は大きく関わっている。むしろ「志賀高原は長野電鉄が作った」とさえ評し得る。
長野電鉄は、1927年（昭和2年）に湯田中温泉に至る山の内線（現・長野線信州中野駅以北）を開業させたが、当初から温泉をはじめとする観光資源の豊富さに着目していた。
元々、この地域は豪雪地帯で、大正時代からスキーが始まっていた。当時の長野電鉄社長であった神津籐平は、地元共有地である周辺の山地を租借、「志賀高原」とネーミングし、1929年（昭和4年）からリゾート地として広く宣伝した。「志賀」とは、神津の出身地である長野県佐久地方の志賀村（現・佐久市）に因む命名である。
折しも、同年2月にノルウェーのスキー連盟副会長であるヘルゼット中尉が親善来日して志賀高原で滑走したが、彼は志賀高原をスキーの適地と評価し、「東洋のサンモリッツだ」とコメントした。また同年8月には秩父宮夫妻が近傍の岩菅山に登山を行ったことで、「志賀高原」の名前は全国に知られることになった。その後も神津らの尽力により、観光ホテルの建設や道路・電力などのインフラ整備が行われた。
さらに、当時鉄道省（日本国有鉄道の前身）が日本各地の観光振興を図っていたことも追い風となった。昭和初期は国家政策として若者のスポーツが奨励された時代でもあり、東京から土曜の午後や夜に列車でスキーにでかけることが流行り始めた。スキー適地として知名度を高めた志賀高原は、鉄道省や長野県からも観光地として有望視され、1935年（昭和10年）には鉄道省国際観光局によって最初の「国際スキー場」指定を受けている。
このように、志賀高原は新興の観光地でありながら、第二次世界大戦前から著名な高原リゾート地になっていたのであった。
戦時中の逼塞期、また戦後一時期の進駐軍によるリゾート地としての接収時期はあったものの、戦後も1940年代末期になると志賀高原にも再びスキー客が訪れるようになった（進駐軍の命令により1947年（昭和22年）には日本初のスキーリフトが設置されている）。1949年（昭和24年）には志賀高原を含む長野・群馬・新潟県境周辺の山岳地帯が「上信越高原国立公園」に指定されている。この好条件を背景に、長野電鉄と地元自治体は協力して観光振興を推進した。
自動車が普及する以前の時代であり、志賀高原への交通手段は長野電鉄が独占していた。冬になると多数のスキーヤーが信越本線接続駅の長野駅や屋代駅から長野電鉄の電車に乗り換え、志賀高原に向かっていたのである。当時の長野電鉄と志賀高原は不可分の存在であった。

### 特急電車開発へ
戦後の復興と観光客増加を背景とした長野電鉄の輸送力不足は著しく、1947年には東武鉄道からの供出車両導入に続き、翌1948年（昭和23年）からは電車の新造を開始した。
この時期に増備されたのは初代1000系および1500系と呼ばれる17m級・2扉電車のグループで、1953年（昭和28年）までに（木造車の鋼体化改造も含めて）電動車と制御車の合計14両が日本車輌製造東京支店で製造された。初代1000系と1500系の違いは、1500系が発電ブレーキ装備車という点である。製造途上で順次改良を受けつつ増備されたため、形態と形式はかなり複雑である。
初代1000系と1500系は大量増備で輸送力増強には著しく寄与したが、保守的な設計で性能は低く、旅客サービス面でも必ずしも十分な車両ではなかった。これらは湯田中直通の急行列車にも使用されたが、通勤形のロングシート車であり、1時間から1時間半の乗車時間を強いられる観光客には快適とはいえない設備だった。また、戦前型電車との部品互換性（=部品の統一）を優先して、非力な旧型モーターを搭載した手動加速車であり、特に付随車連結時にはパワーの絶対的な不足に悩まされたのである。
このような状況を改善するため、長野電鉄は1956年（昭和31年）5月、ついに新型特急電車の導入を決断する。同社は長年にわたる車両発注先の日本車輌製造に協力を求め、同社の東京支店で新型電車の開発が行われることになった。

### 開発の過程
特急電車の開発開始にあたって、長野電鉄が日本車輌に提示した条件はおおむね以下のような趣旨であった。
- 電動車2両ユニット間に付随車1両を挿入した「Mc-T-Mc'」の3両編成を基本とするが、必要に応じて付随車を抜いた2両編成やそれを2両挿入した4両編成でも運転可能とする。
- 車体は軽量にしながら強度を確保するため、準張殻構造（セミ・モノコック構造）とする。
- 外観は流線型とし、客室設備にも配慮、観光鉄道に相応しい斬新な車両とする。
- 軽量かつ高速に適する防震台車を用いる。
- 主電動機は75kW級とし、狭軌用のWN駆動装置を用いる。
- 電空併用ブレーキ（空気ブレーキと発電ブレーキを自動的に併用できるブレーキ機構）を用いる（注：強力迅速なブレーキ力が得られる）。
- 降坂抑速ノッチ（下り坂で発電ブレーキを効かせることのできる制御スイッチ）を設ける（注：山の内線の急勾配での降坂を考慮すればこれは必要な機能であった）。

具体的で要を得た決定事項は、大手私鉄の当時の最新型電車と同等な内容であり、長野電鉄の凡庸な在来車とは異次元の水準であった。長野電鉄側の意気込みと高い見識が窺える内容である。
そして、長野電鉄は車体設計のベースとして名古屋鉄道（名鉄）が日本車輌本店で製造させた最新型電車5000系（1955年（昭和30年）製造）を指定した。この車両は設計最高速度125km/h、全電動車方式、転換クロスシートを装備した特急用の優秀車で、18mクラスのサイズは長野電鉄にも適合するものであった。参考にするには最適な電車であり、この点でも長野電鉄側が周到な事前研究を行っていたことが窺える。
日本車輌東京支店では、本店が製造した名鉄5000系を参考にしながらも、実際には一から図面を引いて新設計を行った。このため、ボディスタイリングは名鉄5000系の影響を受けながらも独自性のあるものとなった。
機器類のうち台車についてはすでに富山地方鉄道14770形（1955年製造）に装備して実績のあった日本車輌自社製のNA-4P形（ゲルリッツ方式ウィングばね型）台車を装備し、また電空併用ブレーキについては1954年（昭和29年）以降に小田急電鉄や近畿日本鉄道、名鉄などで採用されていた最新式の「HSC-D」電空併用電磁直通ブレーキを用いることにした。

### 狭軌用WN駆動装置
問題はモーターおよび駆動装置であった。この開発は制御装置ともども長野電鉄とも古くから関係の深い重電メーカーの三菱電機が担当することになった。
古くから電車のモーター駆動方式としては単純な吊り掛け駆動方式が用いられてきた。車軸と台車枠の間にモーターを橋渡しする形で吊り下げ、車軸にモーター重量の一部を掛けて平歯車で直接駆動する構造である。しかし、吊り掛け駆動は振動・騒音などの弊害が多く、高回転・高速運転に向かない方式で、電車の高性能化の妨げになった。
これを改善するため、1930年代からアメリカなどの電車ではモーターを台車枠に固定して完全なばね上重量とし、ジョイントと高精度な歯車を介して車軸を駆動する「カルダン駆動方式」が採用され始めた。これは線路への悪影響も少なく、高回転・高速運転に適し、電車の性能向上に著しい効果がある。日本でも1950年代に入ってから一般化したが、1956年（昭和31年）頃はまだ導入初期で、メーカーと鉄道会社の試行錯誤が続いていた頃である。
WN駆動方式は、アメリカの重電メーカーのウェスティングハウス・エレクトリック社と、機械メーカーのナッタル社(Natal Co.Ltd)が共同開発した駆動方式で、1920年代から開発が進められ、1941年（昭和16年）からニューヨーク市地下鉄電車に大量導入されて成功したシステムであった。モーターと駆動ギアの間に歯車とばねを組み合わせた特殊ジョイント「WN継手」を介することで、車軸の揺動から電動機を絶縁する構造である。
WN駆動は、日本ではウェスティングハウスのライセンシーであった三菱電機が1953年から京阪電気鉄道の1800系を皮切りに手掛けていたが、元々1,435mm軌間（標準軌）のアメリカの鉄道で開発された方式だけに、日本の鉄道で多数派の1,067mm軌間（狭軌）では車輪内側のスペースが狭すぎ、WN継手の配置スペースを取れないという弱点があった。
このため、狭軌鉄道各社への売り込みでは狭軌に適合する他のカルダン駆動方式を用いたライバルメーカーの後塵を拝していた。長野電鉄が参考にした名鉄5000系も狭軌線用のカルダン駆動電車であり、制御装置は三菱電機製だったが、モーターと駆動装置は東洋電機製造製の中空軸平行カルダンを採用していたのである。そのような状況で狭軌線の長野電鉄が未開発の狭軌用WN駆動を敢えて指定した背景には、三菱電機との長い取引関係があった。
三菱電機は、この困難な課題に対してモーターとWN継手それぞれの小型化（軸方向長さの短縮）で対処することにした。徹底した小型化に加え、モーターの出力軸側部位を凹ませるという変わり技まで用いて、WN継手装備スペースを稼ぐ努力を行った。
この手法によって、まず1956年12月に就役した富士山麓電気鉄道3100形電車で55kWという低出力モーターながら狭軌WN駆動の実現に成功した。続けて翌年就役の長野電鉄2000系でついに競合他社並みの75kWモーターを実現したのである。
狭軌用WNの強化改良は続き、1959年の小田急2400形電車では車輪とモーター径の拡大で120kW、1963年の近鉄南大阪線6900系（後の6000系）では端子電圧340V時の1時間定格出力が135kWに達し、大出力のWN駆動モーターは狭軌でも容易に使用できるようになった。このクラスのモーターは後に長野電鉄が製造した0系「OSカー」にも使用された。
かようなWN駆動方式の普及過程において、2000系での成功は画期的であったといえる。
1. ↑  RAILWAY TOPICS 長野電鉄2000系特急冷房改造車を塗装変更 - 鉄道ジャーナル1990年2月号（鉄道ジャーナル社）

## 沿革・運用
1957年2月14日にA・B編成が納入、1959年11月19日にC編成、1964年8月1日にD編成がそれぞれ納入された。A - C編成は日本車輌東京支店（埼玉県蕨市、現存せず）で、D編成のみは東京支店が新幹線電車の開業前量産・103系・113系・115系・165系・東武8000系・小田急3100形「NSE車」・営団500形の大量生産の台頭で多忙だったことから、設計図を委ねて同社本店（愛知県名古屋市熱田区）でそれぞれ製造されている。
1957年（昭和32年）3月15日から、2000系を使用して長野 - 湯田中間の特急が1日5往復の運転で開始された。各列車にはそれぞれ「しらね」「よこて」「しが」「かさだけ」「いわすげ」という志賀高原にちなんだ列車愛称が付けられた。その後、列車愛称は「奥志賀」に一本化されたが、しばらくして案内や掲示物等には使われなくなった。
2000系そのものは1980年代まで「ロマンスカー」として広告され、当時の鉄道関係書の中にも当系列を「長野電鉄のロマンスカー」として紹介しているものがある。1990年代に入り小田急電鉄が「ロマンスカー」を商標登録したり、当系列の座席が集団見合い配置に固定され必ずしも進行方向前向きのロマンスシートではなくなるなどの流れの中でいつしか「ロマンスカー」の名称も用いられなくなっていった。
2000系はそれまでの旧型電車からは格段に向上した居住性と斬新な外観によって、長野電鉄のイメージアップに大きく寄与した。しかし、当初2000系は2本しか在籍していなかったため、予備車確保の必要から1日1本のみの使用という状態になっており、非効率なだけでなく増発にも事欠いた。
このため、1959年（昭和34年）にC編成を増備することによって1日に2編成使用可能となり、増発の余地が確保された。国鉄飯山線準急・急行列車への対抗として新たに1962年（昭和37年）3月1日から長野 - 木島間特急が野沢温泉にちなんだ「のざわ」の愛称で新設されたが、利用者が伸び悩んだため、設定から3年後の1965年（昭和40年）4月にいったん廃止された。その後再び復活するものの、長野 - 木島間直通列車の設定中止によって完全に消滅している。
登場当時、長野電鉄ではその年の女性新入社員の中から身長の高い数名を選抜して「特急ガール」として乗務させ、出札（当時は座席指定制が採られていた）や沿線案内を行っていた。

### 展望電車3000系の構想
観光客が年々増加するのに伴い、長野電鉄では特急電車のさらなる増備を計画したが、この際に当初名鉄7000系電車「パノラマカー」などと同様な1階展望席、2階運転席による前面展望電車「3000系」が計画された。結果的には当時はタブレット交換をしていたことなどから不適と判断され（名鉄では支線区でタブレット交換をしていても交換には鏡を用いた上でパノラマカーが使用されていた）、2000系の増備で済まされることになったが、その増備されたD編成は空気ばね台車やスカート装備など新しい試みが行われた。展望車自体はそれから約40年後に元小田急10000形を譲受したことで実現した。なお、D編成が登場したところで特急車の本数が4編成となることから、A編成を3扉に改造し各駅停車用へ格下げする計画が生じたが、諸事情により取り止めとなっている。
その後、長野電鉄ではもっぱら通勤形電車の増備や置き換えが進められたが、これに対して必要数を充足した2000系は特急列車を主として第一線で運用された。もっともこの間にモータリゼーションが進展したことで、長野電鉄は徐々に志賀高原への観光輸送の主力から外れていくことになる。
1980年（昭和55年）11月1日には長野線長野 - 善光寺下間の連続立体交差化が完了したのに伴い、D編成が試運転の1番列車に充当された。

### 改造・冷房化
1981年（昭和56年）には長野線長野 - 善光寺下間が地下化され、これに先立って難燃化対策や誘導無線取り付けなどの改装が行われている。
長野電鉄では沿線の気候が比較的寒冷なこともあって車両冷房の導入が遅れたが、1989年（平成元年）にようやく2000系から冷房化が始められた。冷房装置は大型の集約分散式CU-113形を1両2基搭載、車内全長に渡るダクトから送風する。この際にファンデリアは撤去された。これに伴い補助電源装置は電動発電機から静止形インバータに換装、また2連窓は新しいユニットサッシ枠に交換された。前照灯は小型のシールドビーム1灯となり、内装も張り替え工事が行われている。これらの工事はすべて日本車輌の手によって翌1990年（平成2年）までに全車に完了している。
長野オリンピック開催が近づくと、前面種別・行先表示器はローマ字表記入りの字幕に交換された。中には「木島」の表示コマも用意されていたが、河東線信州中野駅以北の廃止直前に使われた程度だった。
1999年（平成11年）には、A編成のみ台車を営団3000系電車の廃車発生品である住友金属工業製のFS-510形S形ミンデン台車に交換し、制御機器類も変更され、性能が3500系・3600系と共通となった。また、この頃に全編成がワンマン運転対応改造を受けている。
2006年12月8日までは、B編成を除く3編成が長野線特急の全運用および一部の普通列車運用に充当されていた。座席についてはかなり以前から集団見合い式に固定された形で運用されている。

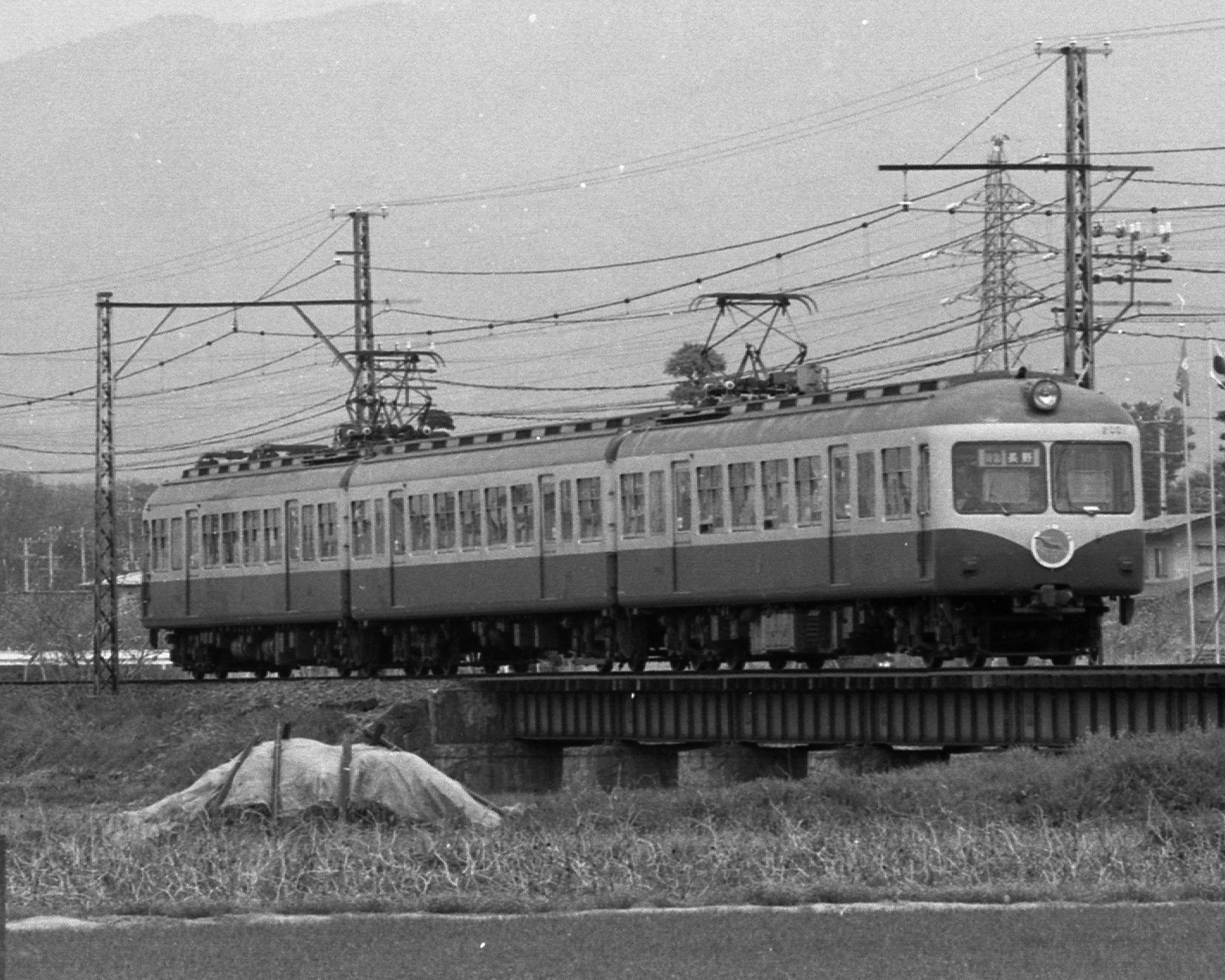
冷房化前のA編成（1988年5月 村山 - 日野）
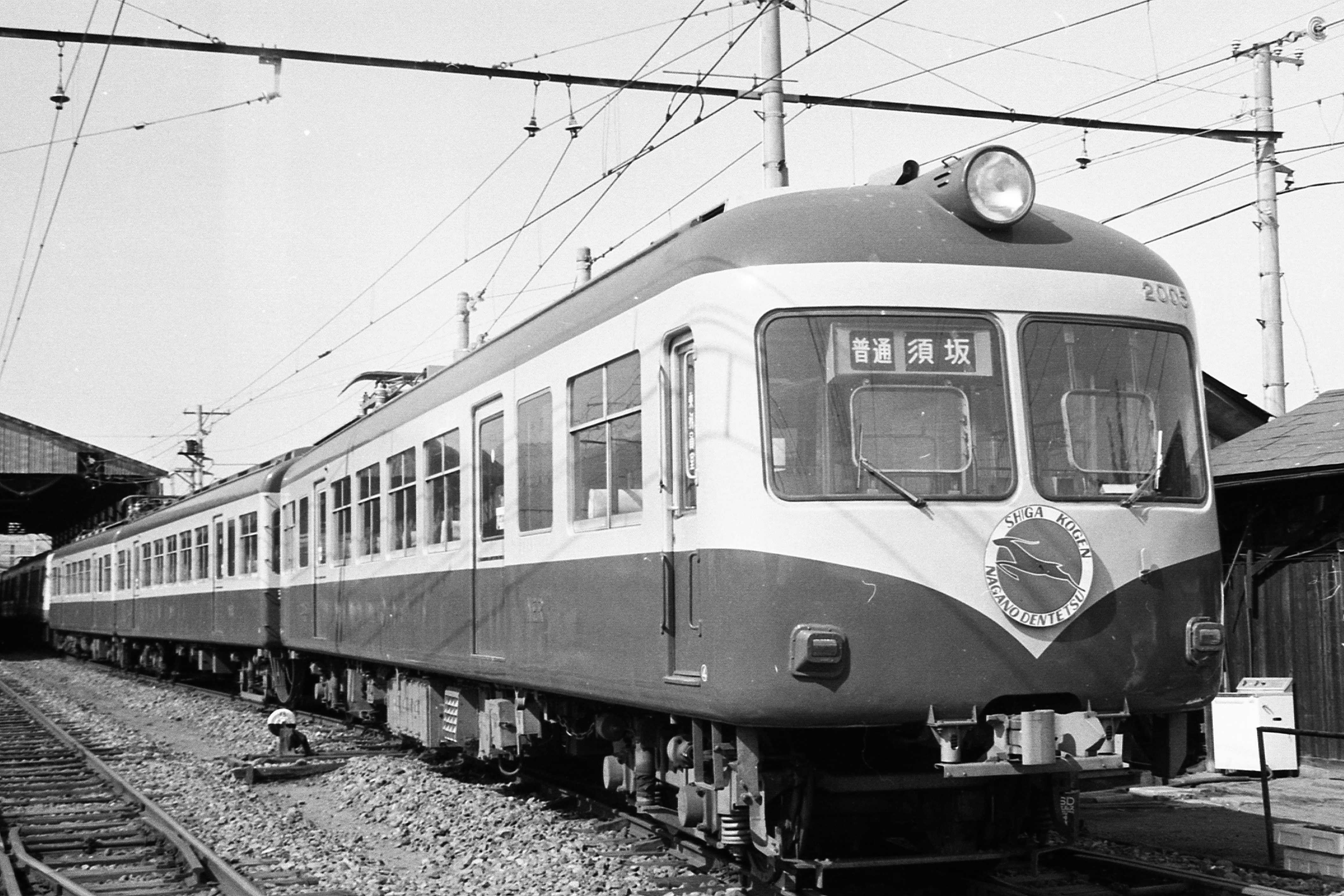
前面窓ガラスに電熱線が設けられたC編成（1988年 須坂駅）
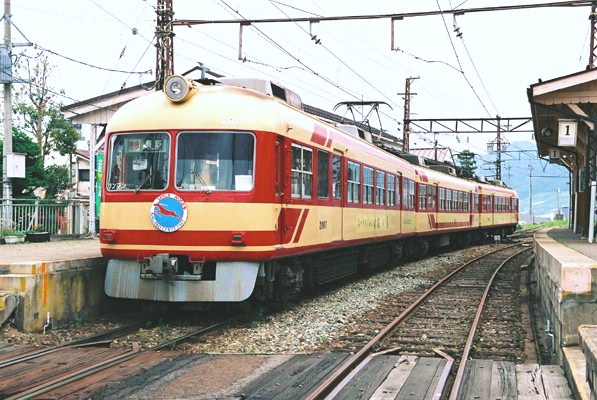
冷房化改造・塗装変更後のD編成（2006年5月31日 湯田中駅）
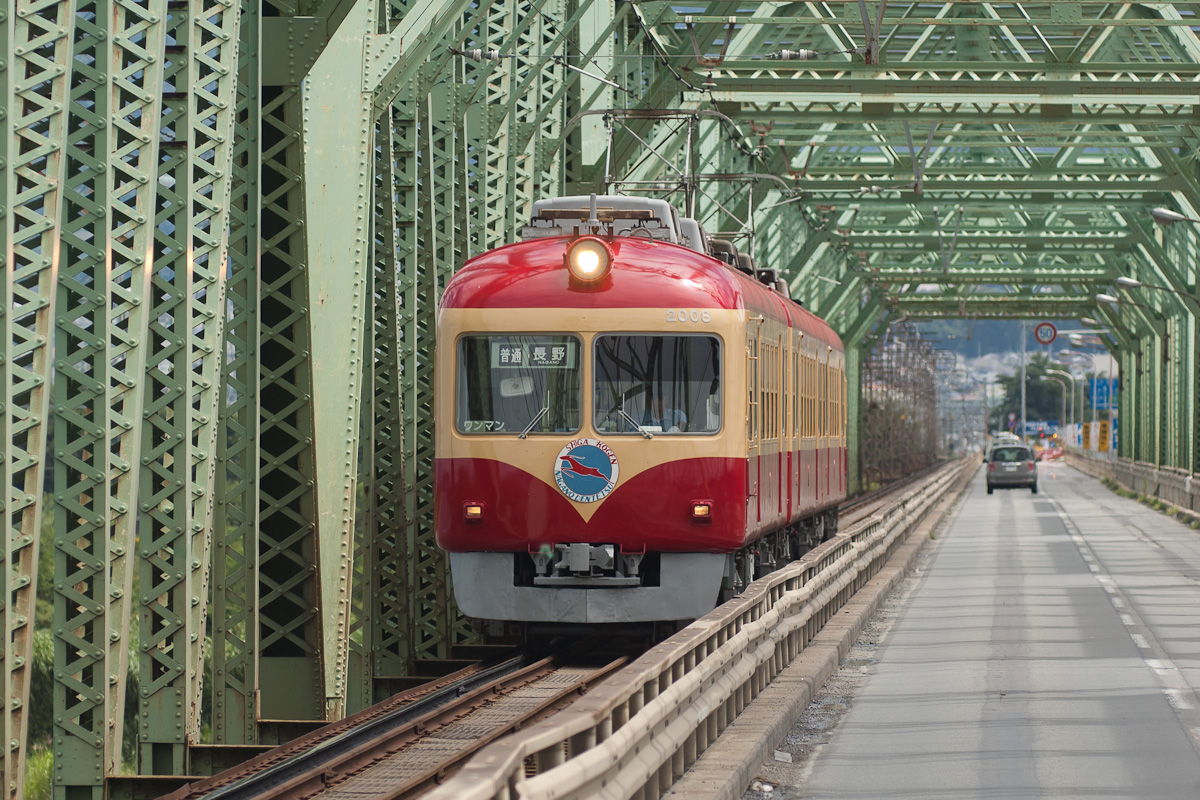
旧村山橋を渡るD編成（2007年9月1日 柳原 - 村山）

### 末期の動き
長野電鉄では、2005年（平成17年）に東急8500系電車を購入し、新たに自社の8500系として運用を開始した。これに伴い、2000系B編成（モハ2003 - サハ2052 - モハ2004）が同年8月28日を最後に運用離脱し、須坂駅構内に留置された後に一度信州中野駅構内に移動した。その後、2006年10月に信濃川田駅まで移送の上、解体された。
また、2005年8月12日には小田急10000形電車(HiSE)4両編成2本の無償譲渡を受けた。これを2006年12月9日のダイヤ改正で特急車両の2代目1000系としてA特急「ゆけむり」で運行開始し、主力車両としての座を明け渡した。そしてC編成（モハ2005 - サハ2053 - モハ2006）が同日をもって運用を離脱した。
ただし、この時点で2000系はB特急運用に使用され、1000系の検査時にはA特急運用にも代替で充当されていた。なお、朝方の普通列車運用に関しては、混雑度の関係から3500系・3600系または8500系に代替された。
2007年（平成19年）1月30日よりガラスが破損した1000系のガラス交換工事が開始されたためにA特急の一部に2000系が運用され、A特急から撤退して2か月足らずで早くもA特急運用に復活する運びとなった。
そして、2007年は特急運転開始から50周年を迎える節目の年でもあり、A編成は2月17日より塗装を登場時のマルーン色に復刻して運転している。また、D編成も1990年まで使用していた「りんご色」に塗り替え同年8月25日より運転している。したがって、クリーム地に窓回り赤の塗装で運転されるのは同編成が検査入場した同年7月17日で終了となった。同年8月25日には小布施駅等でイベントが催された。
2011年（平成23年）2月26日に2100系「スノーモンキー」（元JR東日本253系電車）の営業運転が開始されたことで、同年3月27日にA編成は営業運転を終了した。残るD編成は同年4月以降イベント時の臨時列車や一部定期列車の代走などで運転されており、同年夏に営業運転を終了する予定であったが、同年8月3日に公式サイトにおいて2012年春までの運行期間延長が発表され、以降2012年（平成24年）3月まで、不定期ながら土曜・日曜・祝日の206列車・203列車（長野 - 須坂間）1往復を中心に、臨時列車や貸切列車としても運転された。これらが終了した同年3月15日には、公式に31日に営業運転を終了することが発表となり、3月25日には長野 - 湯田中 - 須坂 - 屋代 - 須坂の経路で記念列車を運転し、湯田中駅への入線はこの日が最後となった。また、一般の列車としては3月30日の長野発須坂行き217列車にて運行を終了している。
最終日となる3月31日は、屋代線最終営業列車として須坂から屋代までの1往復に充当され、これをもって屋代線とともに2000系は営業を終了。須坂駅留置後は社長以下、関係者と乗客によるささやかな式典が行われた。

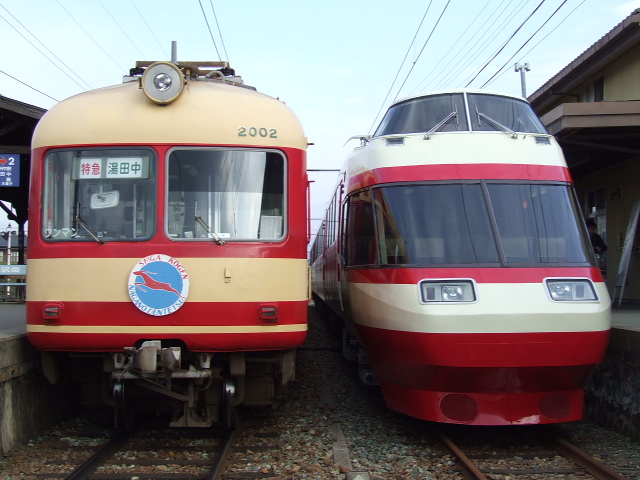
A編成と1000系「ゆけむり」（2006年12月 小布施駅）
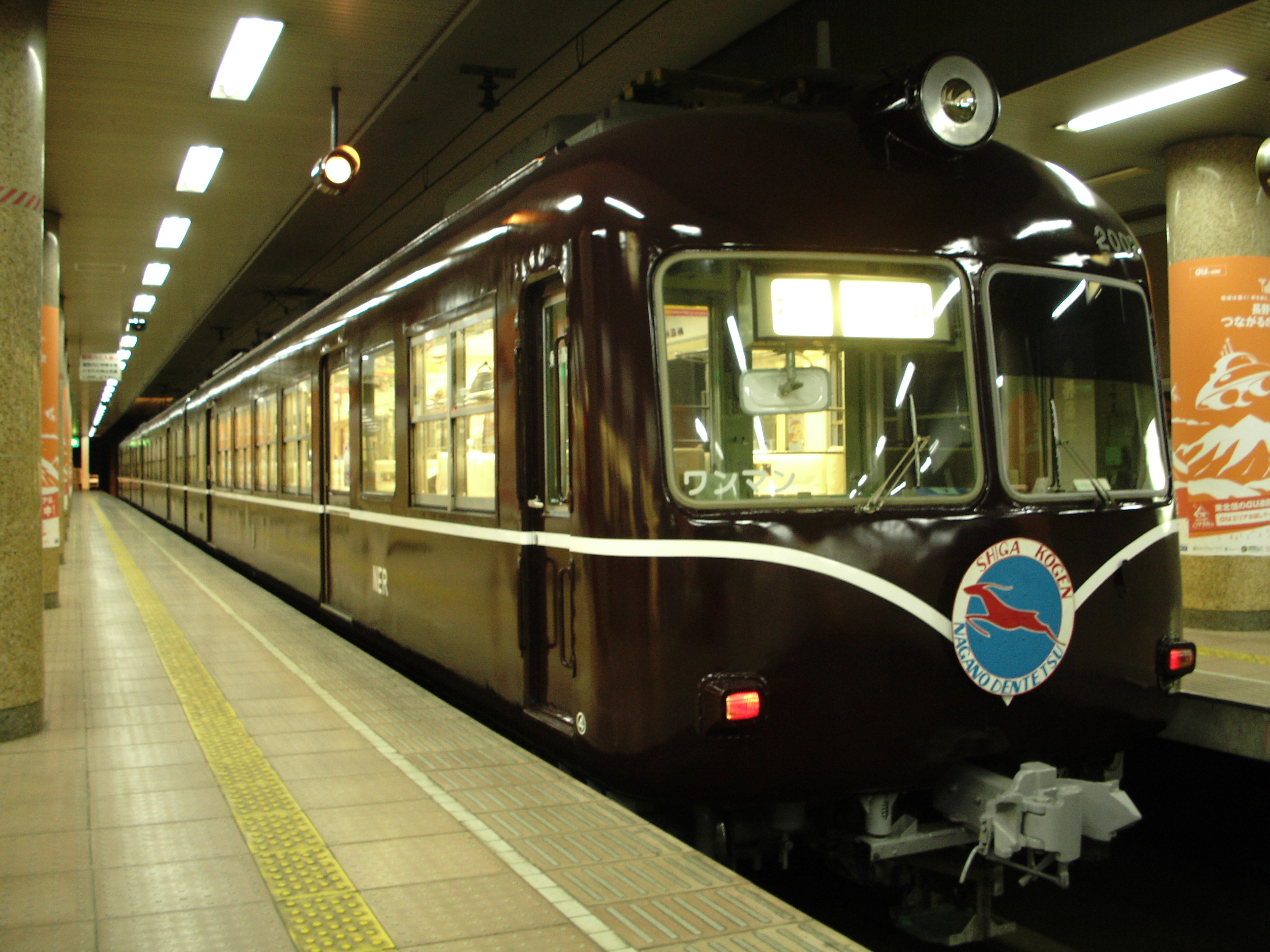
長野駅に停車するA編成（2007年2月24日）
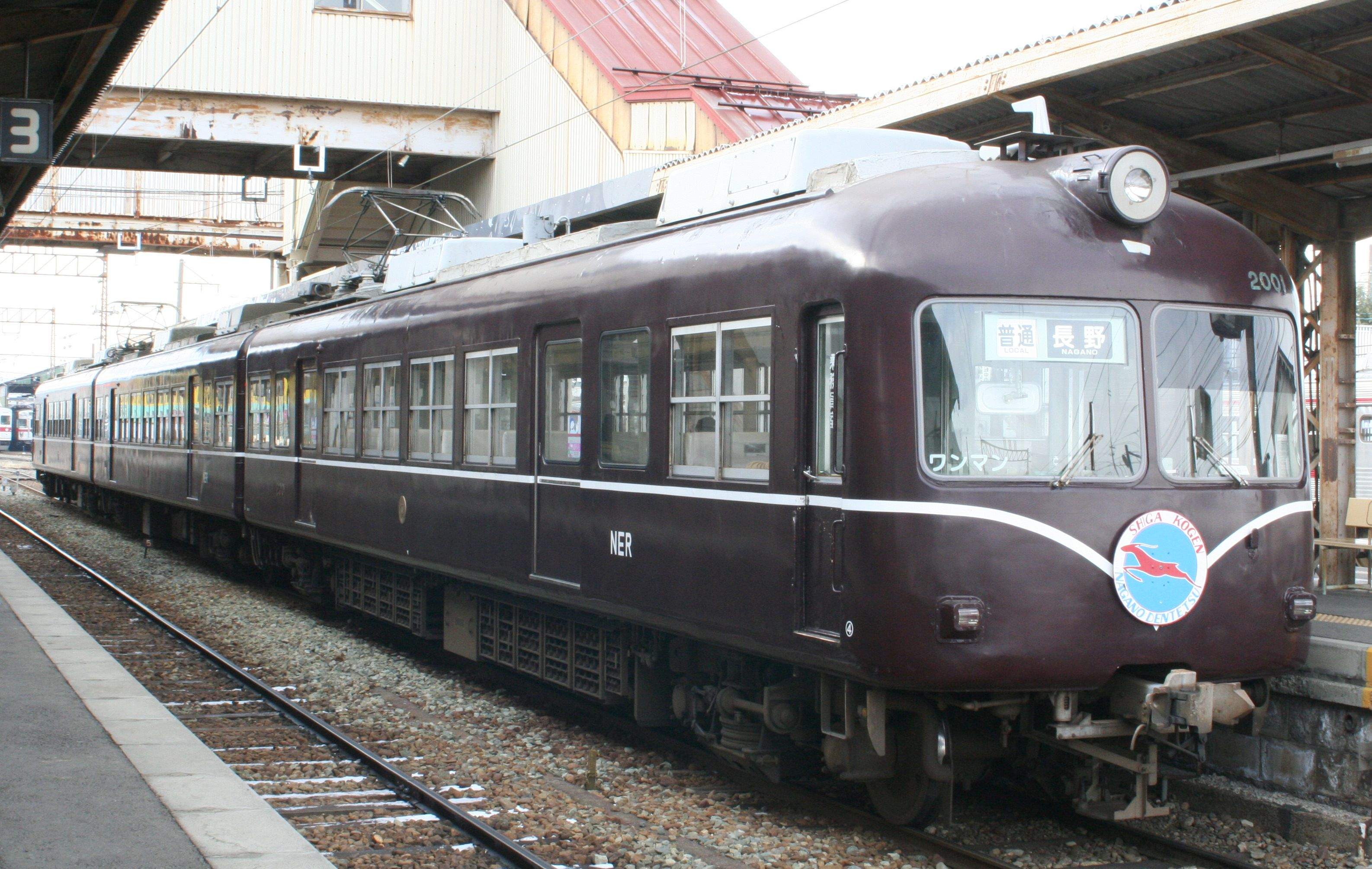
マルーン色のA編成（2011年1月 須坂駅）
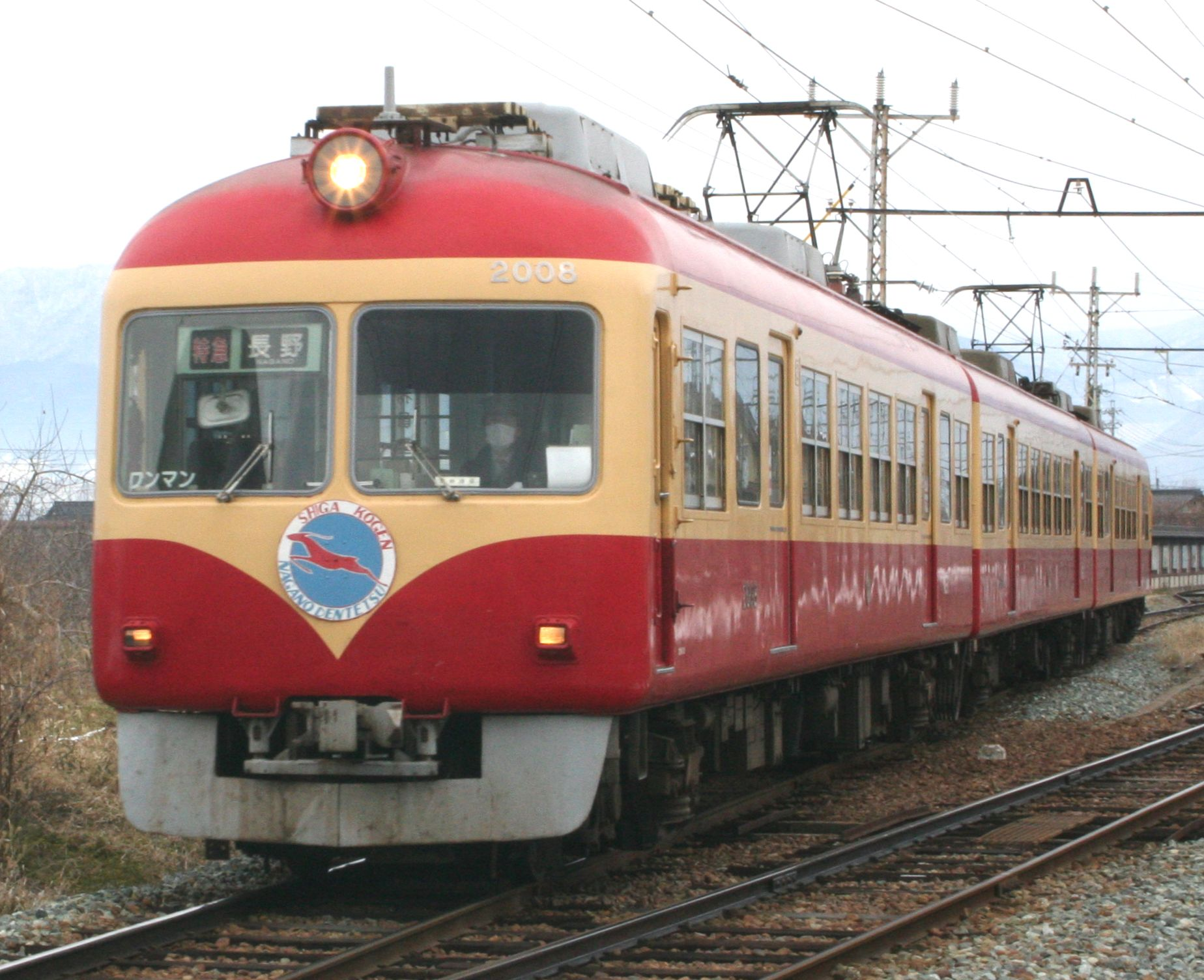
小布施駅を発車するD編成（2011年1月9日）

## 保存車
D編成については営業運転終了後、2012年6月30日に須坂駅構内で撮影会が開催され、7月7日より小布施駅構内の「ながでん電車のひろば」内にて展示されている。
A編成は2011年3月の営業運転終了後も須坂駅構内に留置されていたが、2012年3月31日の屋代線上り列車営業終了後、3500系の牽引にて信濃川田まで回送された（綿内駅ではD編成と交換し、長電による記念撮影が行われている）。以降、廃車され同駅跡にて留置されていたが、2019年1月17日までに解体の方針が固まり、既に解体されている。
運用離脱の早かったB編成およびC編成については前記の通り、既に解体されている。
小布施駅では、引退時の乗車券が販売されている（2023年3月時点）。

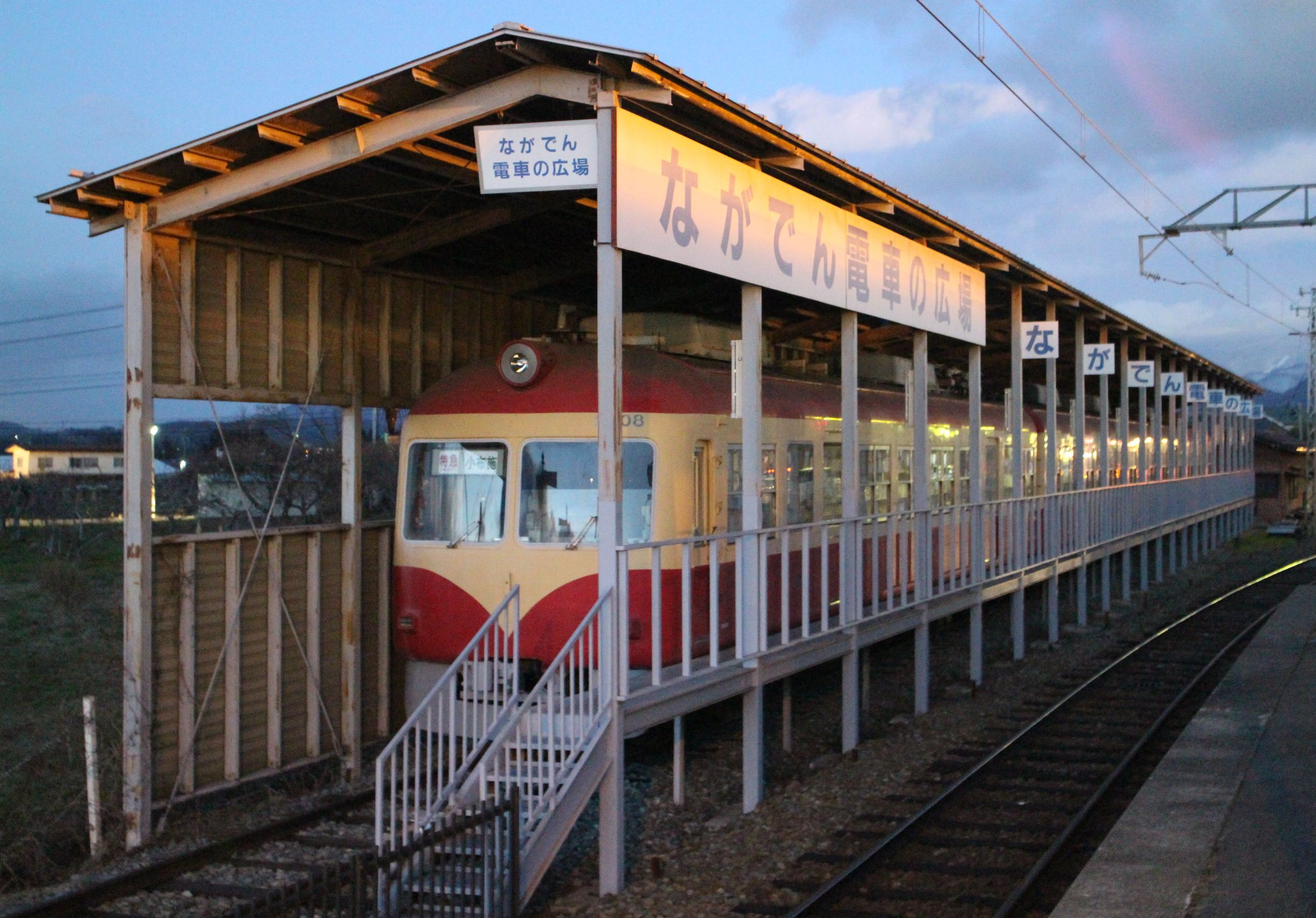
小布施駅「ながでん電車の広場」に保存されるD編成
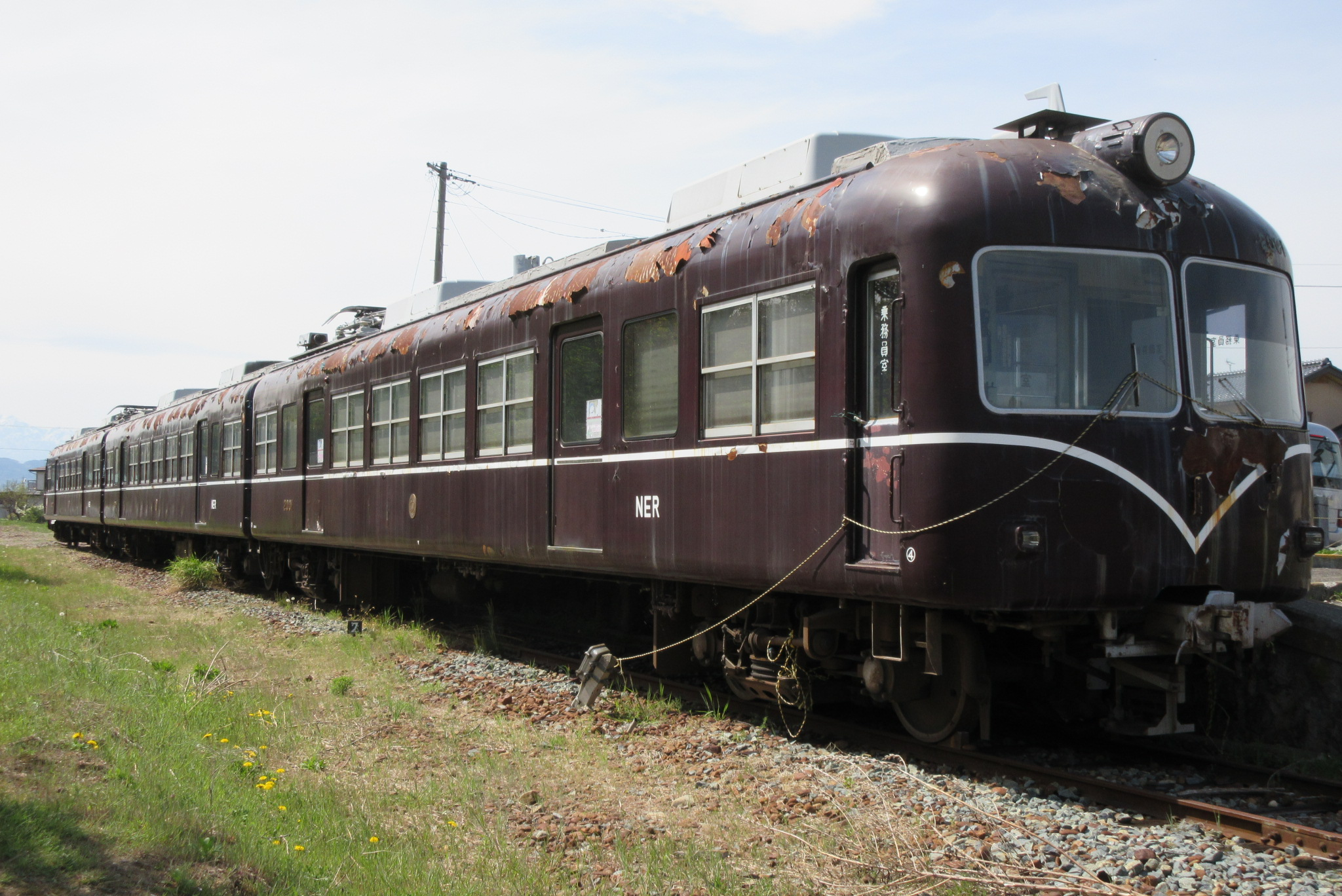
信濃川田駅に留置されていたA編成